# 문현아
문현아(文懸雅, 1987년 1월 19일~)는 데이나잇레코드 소속의 대한민국의 가수, 모델, 에세이 작가이다.

## 생애

### 1987~2009: 초기 생애
문현아는 1987년 대한민국 전라남도 여수시에서 태어났다. 능곡중학교, 행신고등학교를 졸업하고 2005년 배화여자대학 의상디자인과에 입학하여 2007년 졸업하여 전문학사를 수여받았다. 문현아는 대학을 졸업한 뒤 문효빈이라는 예명으로 모델로 데뷔하였다. 문현아는 문효빈으로 2007년 경기도 고양시 킨텍스에서 열린 서울 모터쇼 2007 프레스데이에서 아우디의 아우디 A6 레이싱 모델로 활동하였다. 2007년 아시아 태평양 슈퍼모델 선발대회에 참가하여, 9월 20일 서울특별시 센트럴시티 밀레니엄홀에서 열린 2007 슈퍼모델 한국본선대회 및 수료식에서 본선 8인에 최종 후보로 선정되었다. 이후 11월 2일 경기도 고양시 고양어울림누리의 고양아람누리에서 열린 2007 SBS 아시아 태평양 슈퍼모델 선발대회 본선에서 Daum 특별상을 수상하였다. 문현아는 슈퍼모델 대회 이후 2008년 S/S 코카롤리 컬렉션, F/W 황재복 컬렉션, 문경래 컬렉션, 롯데 프리미엄 패션쇼, G마켓과 배우 정우성의 공동 브랜드 무슈J 컬렉션 메인모델, 2009년 S/S 조성경 컬렉션에 모델로 활동하였다. 또한 2008년 매거진 《레이디경향》, 《에스콰이어 코리아》, 《아레나》의 모델로 활동하였다. 문현아는 2008년 11월 18일 그룹 미스에스의 〈바람피지마〉, 2009년 1월 13일 진주의 〈미로〉, 배우 이준기의 〈J Style〉의 뮤직비디오에 출연하며 모델에서 더 나아가 엔터테이너로서 활동을 확장시켰으며, 이준기의 뮤직비디오 출연 이후 멘토엔터테인먼트와 계약하였다. 또한 이 시기 문현아는 본명이 아닌 윤지아라는 예명으로 활동하였다.

### 2009~16: 나인뮤지스와 하우스룰즈

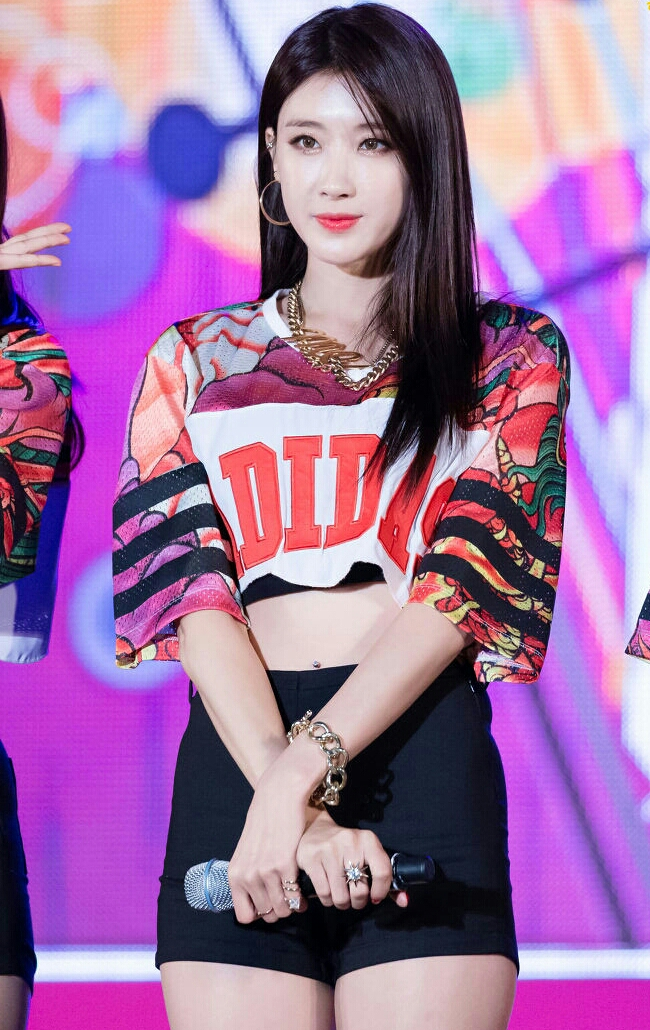
2011년 나인뮤지스 《Figaro》 쇼케이스에서 문현아.

문현아는 2009년 가수로서 첫 활동을 시작하였다. 문현아는 윤지아라는 예명으로 그룹 하우스룰즈의 정규 2.5집 《Pool Party》의 타이틀곡 〈MUSIC〉의 객원보컬로 참여하였다. 2010년 문현아는 그룹 나인뮤지스에 합류하게 되어 두 번째 그룹 활동을 하게 되었다. 이 당시부터 그룹 나인뮤지스를 탈퇴하기 전까지, 문현아는 현아라는 예명을 사용하였다. 문현아는 나인뮤지스의 데뷔 싱글 《Let's Have A Party》의 후속곡 〈Ladies〉의 방송 활동의 시작이였던 2010년 10월 14일 Mnet 《엠카운트다운》의 나인뮤지스 컴백 무대로 데뷔하였다. 문현아는 2012년부터 2014년까지 당시 나인뮤지스로 함께 활동하던 류세라와 함께 MBC 표준FM 《윤하의 별이 빛나는 밤에》 고정 게스트로 출연하였다. 또한 10월 30일에는 그룹 하우스룰즈의 EP 《After Reset》 더블 타이틀곡 〈This Song Is For You〉의 피처링을 맡아 5년만에 하우스룰즈와 다시 곡을 발매하였다.

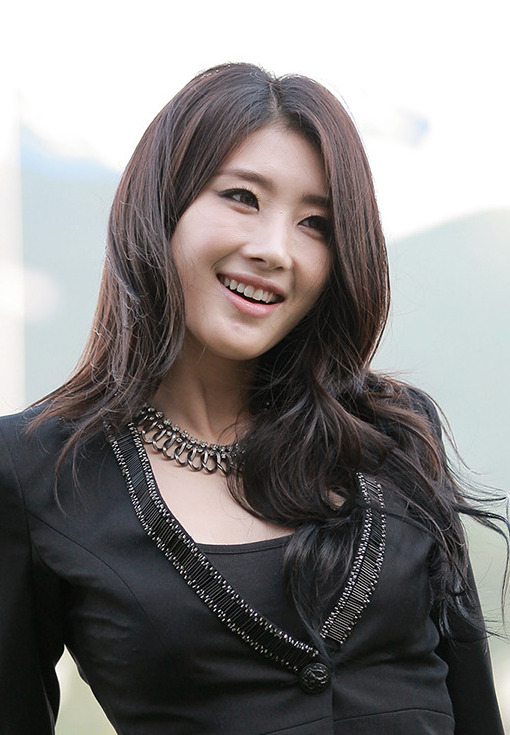
2013년 과천경마공원에서 문현아.

문현아는 2013년 12월 나인뮤지스 디지털 싱글 《GLUE》 발매 이후 약 1년이 넘는 공백기 동안 개인 활동을 본격화했다. 문현아는 2014년 1월 류세라, 박경리와 함께 모바일 애플리케이션 삼국지PK의 모델로 선정되었다. 문현아는 같은 해 10월 20일 가수 스무살의 첫 EP 《20》의 타이틀곡 〈지워지지 않는 11자리 번호〉의 피쳐링을 맡았다.문현아는 11월 22일 자신의 첫 에세이집인 《매일매일 사랑해》를 발간하였고, 11월 24일 자신의 반려묘이 함께 녹음에 참여한 첫 솔로 데뷔 디지털 싱글이자 에세이의 사운드트랙인 《집으로 들어가는 길이 좋아》를 발매하였다. 또한 문현아는 2015년 1월 26일 에세이 작가로서 토크 콘서트 《호이 스타일 매거진 쇼》에 나섰다. 현아는 12월 19일에 발간된 매거진 《맨즈헬스 2015년 1월호》의 화보 촬영을 모델로서 진행하였다.
문현아는 2015년 나인뮤지스로 활동하며 《DRAMA》, 《9MUSES S/S EDITION》, 《LOST('til the night is over)》 등 EP를 연달아 내면서도 개인활동을 이어나갔다. 3월 28일 JTBC 《나홀로 연애중》 서강준 특집에 VCR 출연하여 연기에 도전하였다. 또한 8월 11일 문현아는 기존 라디오 고정 게스트 경험을 적극 활용하여 MBC FM4U 《써니의 FM데이트》 스페셜 DJ로 라디오 방송을 진행했다. 8월 31일에는 아카펠라 그룹 스윗소로우의 새 디지털 싱글의 타이틀곡 〈Let's Make Love〉의 뮤직비디오에 주인공으로 출연하였다. 또한 문현아는 10월 28일 새로운 디지털 싱글 《대한극장》을 공개하였다. 다만 공식 유통 플랫폼을 통해 공개된 것이 아닌 개인 SNS 사운드클라우드 채널을 통해 무료로 공개되었다.

### 2016~17: Cricket Song
2016년 9월 30일 문현아는 소속사 스타제국과의 전속계약 종료와 함께 나인뮤지스에서 공식적으로 탈퇴하였다. 이후 10월 18일, 10월 19일 동대문디자인플라자에서 열린 2017 S/S 서울패션위크에서 유저, 카루서 패션쇼에 참석하며 탈퇴 후 첫 공식 석상에 나섰다. 문현아는 2016년 초 온라인 음악 유통 플랫폼 사운드클라우드를 통해 무료 공개, 배포된 디지털 싱글 《대한극장》을 11월 2일 공식적으로 발매하였으며, 2017년 1월 16일 프로듀싱 그룹 더 로키즈와 함께 현아는 에세이 《스위트 리메디》의 사운드트랙이자 디지털 싱글 《Remedy》를 발매하였다. 2월 3일에는 신세계의 자회사 신세계인터내셔날의 통합 온라몰 SI빌리지닷컴 온라인 웹진 《더 스크랫》에 출연하였다. 3월 14일에는 나인뮤지스에서 함께 활동한 박민하와 함께 LF의 수입 브랜드 질바이질스튜어트(JILL by JILL STUART) 여성구두 모델로 선정되었다.
문현아는 가수 활동 역량 향상을 위해 프로듀싱 그룹 더 로키즈와 함께 데이나잇레코드를 설립하였다. 문현아는 2017년 3월 7일 개인 인스타그램 계정을 통해 싱글 《Cricket Song》의 티저 이미지를 공개하였다. 당초 첫 싱글 《Cricket Song》은 3월 27일 데이나잇레코드를 통해 발매할 예정이였다. 그러나 현아는 싱글 《Cricket Song》을 3월 11일 티저 이미지를 공개하면서 발매 준비 당시 3월 27일 발매 예정이던 싱글을 3월 22일로 변경된 사실을 함께 공개하였다. 그리고 3월 17일 타이틀곡 〈크리켓송〉의 뮤직비디오가 공개되었고 3월 22일 정오 12시에 《Cricket Song》이 공식적으로 발매했다. 문현아는 3월 28일 유통 플랫폼을 통해 한정판 오프라인 싱글을 발매하고, 앨범 커버 아트판넬을 출시하였으며 포토북 《After Midnight》을 발간하였다. 문현아는 싱글 《Cricket Song》 발매 기념으로 4월 1일 공연 플랫폼 세로수라이브로 콘서트를 개최하였다. 콘서트 세로수라이브는 3월 24일 오후 6시부터 티켓을 온라인 유통 플랫폼을 통해 선판매하였다. 선판매를 통해 세로수라이브 콘서트 티켓 판매는 3월 24일 오후 6시 0분 1초에 마감되었다. 현아는 4월 5일 개인 인스타그램 계정과 데이나잇레코드의 공식 유튜브 채널을 통해 〈크리켓송〉의 리믹스 버전인 〈크리켓송 (Radio 1PM Mix.)〉를 공개하였다. 문현아는 아리랑 TV의 라디오 채널 《이삭의 케이팝핀》에 출연을 통해 싱글을 홍보하고 활동했으며, 또한 활동 연장선으로 4월 26일 서울특별시의 고척 스카이돔에서 열린 넥센 히어로즈의 홈 경기 시구자로 초청되었다.
문현아는 2017년 5월 26일 소속사 데이나잇레코드 공식 홈페이지를 통해 오는 7월 새 싱글 발매 소식을 밝혔다. 문현아는 6월 26일 배우 이정진, 가수 울랄라세션의 멤버 김명훈, 감독 조소영, 사진작가 배지환, 박경인과 함께 미국 마리아나 제도 마리아나관광청의 로타섬 출사 여행에 참가하였다. 7월 11일 문현아는 레이블 KT 뮤직과 소속사 데이나잇레코드 공식 유튜브 채널을 통해 〈Remedy Take 2〉의 뮤직비디오 티저를 공개하였다. 또한 새 디지털 싱글 《Remedy Take 2》의 발매일을 동시에 공개하였다. 7월 17일 정오 문현아는 공식 인스타그램을 계정을 통해 《Remedy Take 2》의 앨범 커버를 공개하였고, 같은 날 오후 공식 유튜브 채널과 네이버TV를 통해 〈Remedy Take 2 (Dream House)〉의 두 번째 뮤직비디오를 공개하였다. 7월 17일 문현아는 새 디지털 싱글 《Remedy Take 2》를 발매하였다. 또한 문현아는 싱글 발매와 함께 8월에 새 싱글을 또 한 번 발매할 것을 밝혔다. 8월 7일 문현아는 새 디지털 싱글이자 두 번째 여행 시리즈 《Doong Doong》을 발매할 것을 밝혔다. 또한 나인뮤지스의 멤버로 함께 했던 이유애린과 콜라보레이션 싱글을 발매할 것을 밝혔다. 8월 11일 문현아는 이유애린과 함께 콜라보레이션 싱글 《Doong Doong》을 발매하였다.

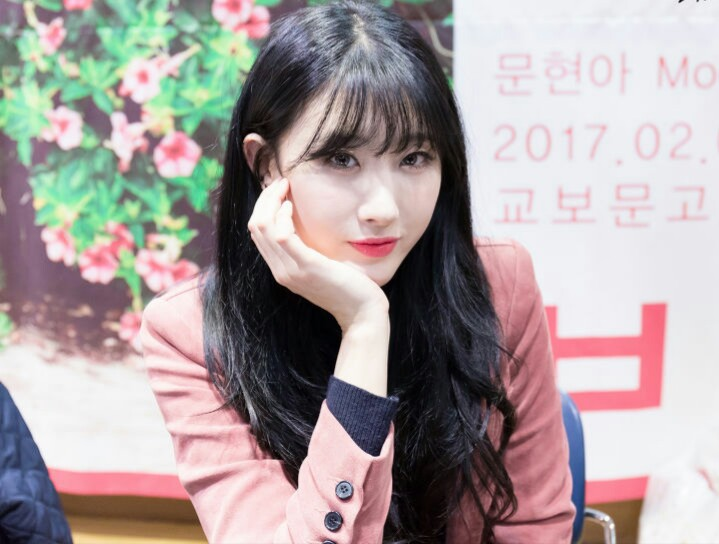
2017년 스위트 리메디 작가 사인회에서 문현아.

문현아는 홀로서기 이후 작가로도 활동하였다. 같은 달 11월 22일 출판사 리얼북스를 통해 여행 에세이 《스위트 리메디》를 발간하였다. 현아는 미국 하와이를 방문한 경험을 기반으로 책을 작성하였고, 특히 에세이는 QR 코드의 활용을 높여 여행 에세이로써의 역할을 더욱 강조하였다. 또한 도서 발매 직후 문현아는 11월 양주시립고읍도서관에서의 사람책 강연을 이후로, 12월 10일 교보문고 영등포점, 강남점 12월 11일 광화문점에서 독자사인회를 통해 독자들과 직접적으로 소통하였다. 2017년 1월 19일에는 《스위트 리메디》의 문현아의 생일인 1월 19일에서 기인한 총 911권을 한정 발간하였다. 한정판은 저자의 서명이 인쇄된 양장본 도서와 함께 디지털 싱글 《Remedy》의 오프라인 비매판과 혹등고래의 스위트 리메디 방향제로 구성되었다. 또한 에세이 한정판 발간 직후 2월 4일 교보문고 강남점에서 독자사인회를 개최하였다.

### 2017~ 결혼 및 출산
2017년 9월 3일 문현아는 7세 연상의 일반인과 결혼식을 올렸다. 문현아는 자신의 트위터 계정을 통해 "미리 알려드렸어야 했는데 처음있는 일인지라 뭐부터 시작해야 할지 막막함에 망설이다가 오늘에서야 기사로 접하게 해드려 정말 미안하다"며 팬에게 사과의 뜻을 밝혔으며 자신의 결혼에 대해 "제가 도전했던 많은 일들 중 가장 알 수 없는 곳을 탐험하는 기분입니다"며 결혼 소감을 밝혔다. 2020년 3월 23일 나인뮤지스 출신 문현아가 결혼 3년만에 엄마가 된다고 밝혔다.2021년 아들을 출산했다.

## 음악가적 기교

### 영향
문현아는 《헤럴드팝》과의 인터뷰에서 영감을 받는 아티스트는 있지만 특별한 롤모델은 없다고 말했다. 문현아는 《텐아시아》와의 인터뷰에서 토니 브랙스턴에 대해 "재즈틱한 음악과 그루브 있는 릴렉스한 음악에 영감을 얻는다."라고 말했으며, 국내 아티스트 중에서는 엄정화에 대해 "오리엔탈 적인 요소가 들어간 음악을 소화해보고 싶다."라고 말했다.

### 평가
네이버 뮤직의 한명륜 음악평론가는 문현아의 싱글 《Cricket Song》을 '이주의 발견'으로 선정하며 문현아에 대해 "리듬의 빈 곳을 찾아 적절한 그루브를 만들어내는 문현아의 감각이 좋다. 보컬리스트이기 이전에 오랫동안 댄스 그룹으로 활동하며 몸에 밴 리듬 감각이라 할 수 있을 것이다."며 평했다.

## 학력
- 능곡중학교(졸업)
- 행신고등학교(졸업)
- 배화여자대학교 의상디자인과(졸업)[64]

## 음반 활동

### 싱글
| 제목             | 정보 | 가온 앨범 차트 | 가온 앨범 차트 | 가온 앨범 차트 | 판매량 |
| 제목             | 정보 | 주간           | 월간           | 연간           | 판매량 |
| ---------------- | --- | -------------- | -------------- | -------------- | ------ |
| 《Cricket Song》 | - 발매일: 2017년 3월 22일 - 발매사: 소리바다 - 기획사: 데이나잇레코드 - 포맷: CD, 디지털 다운로드 - 장르: 일렉트로니카, 컨템포러리 포크 | -              | -              | -              | -      |

### 디지털 싱글
- 2014: 《집으로 들어가는 길이 좋아》
- 2016: 《대한극장》
- 2017: 《Remedy》 (With The Lowkies)
- 2017: 《Remedy Take 2》
- 2017: 《Doong Doong》 (With 이유애린)
- 2019: 《Stress Free》 (With The Lowkies)

### 참여 음반
- 작사
  - 2015년 나인뮤지스 〈TO. MINE〉
- 피쳐링
  - 2009년 하우스룰즈 〈Music〉
  - 2013년 하우스룰즈 〈This Song Is For You〉
  - 2014년 스무살 〈지워지지 않는 11자리 번호〉

### 뮤직비디오
- 2014: 〈집으로 들어가는 길이 좋아 (Feat. 호야, 모야)〉
- 2017: 〈Remedy (2am)〉
- 2017: 〈Cricket Song〉
- 2017: 〈Remedy Take 2〉
- 2017: 〈둥둥〉

## 음반 외 활동 목록

### 영화
| 일시   | 영화명                            | 역할           |
| ------ | --------------------------------- | -------------- |
| 2014년 | 《나인뮤지스; 그녀들의 서바이벌》 | 주연 - 현아 역 |

### 텔레비전 프로그램

#### 고정 출연
| 일시   | 방송사   | 프로그램명                          | 기타 |
| ------ | -------- | ----------------------------------- | ---- |
| 2012년 | MBC 뮤직 | 《더블엠 초이스》                   |      |
| 2012년 | MBC 뮤직 | 《그 여자 작사 그 남자 작곡 시즌2》 |      |

#### 게스트
- 2010: KBS2 《출발 드림팀 시즌2》 - 53회 게스트
- 2010: KBS1 《쾌적한국 미수다》 - 24회 게스트
- 2010: KBS2 《1대 100》 - 181회 연예인 퀴즈군단[68]
- 2011: Mnet 《그는 당신에게 반하지 않았다》 - 25회, 26회, 29회, 30회, 31회 게스트[69][70][71]
- 2011: Mnet 《트렌드리포트 필 시즌4》 - 16회 게스트
- 2011: KBS2 《설특집 연예인 복불복 마라톤대회》 - 출연
- 2011: Mnet 《비틀즈코드》 - 26회 게스트[72]
- 2011: Mnet 《세레나데 대작전》 - 18회 게스트
- 2017: SBS 《자기야 - 백년손님》 - 393회 게스트[73]

### 라디오
- 2011-2013: MBC 표준FM 《윤하의 별이 빛나는 밤에》 - 고정 게스트
- 2014: MBC 표준FM 《정준영의 심심타파》 - 고정 게스트

### 뮤직비디오
- 2009: 진주 <미로>
- 2009: 이준기 <J Style>
- 2009: 미스에스 <바람피지마>
- 2009: 러브홀릭스 <아픔>
- 2015: 스윗소로우 <Let's Make Love>

### 광고 및 홍보대사
- 2008: 두리화장품 댕기머리
- 2008: 남양주도시개발공사 홍보대사
- 2011: 웅진플레이도시 (나인뮤지스 멤버였던 이샘, 이유애린과 함께 출연)
- 2014: 이펀컴퍼니 삼국지PK for Kakao
- 2017: LF 질바이질스튜어트

### 도서
- 2014: 《매일매일 사랑해》
- 2016: 《스위트 리메디》

## 수상 목록
| 연도   | 수상 내역                                                |
| ------ | -------------------------------------------------------- |
| 2007년 | - 제16회 SBS 아시아 태평양 슈퍼모델 선발대회 Daum 특별상 |

## 가족관계
- 아버지
- 어머니
- 남동생
- 배우자 : 7살 연상 남편 (1980~)
  - 자녀 : 아들 (2021~)